# عمارة الكنائس في إسكتلندا

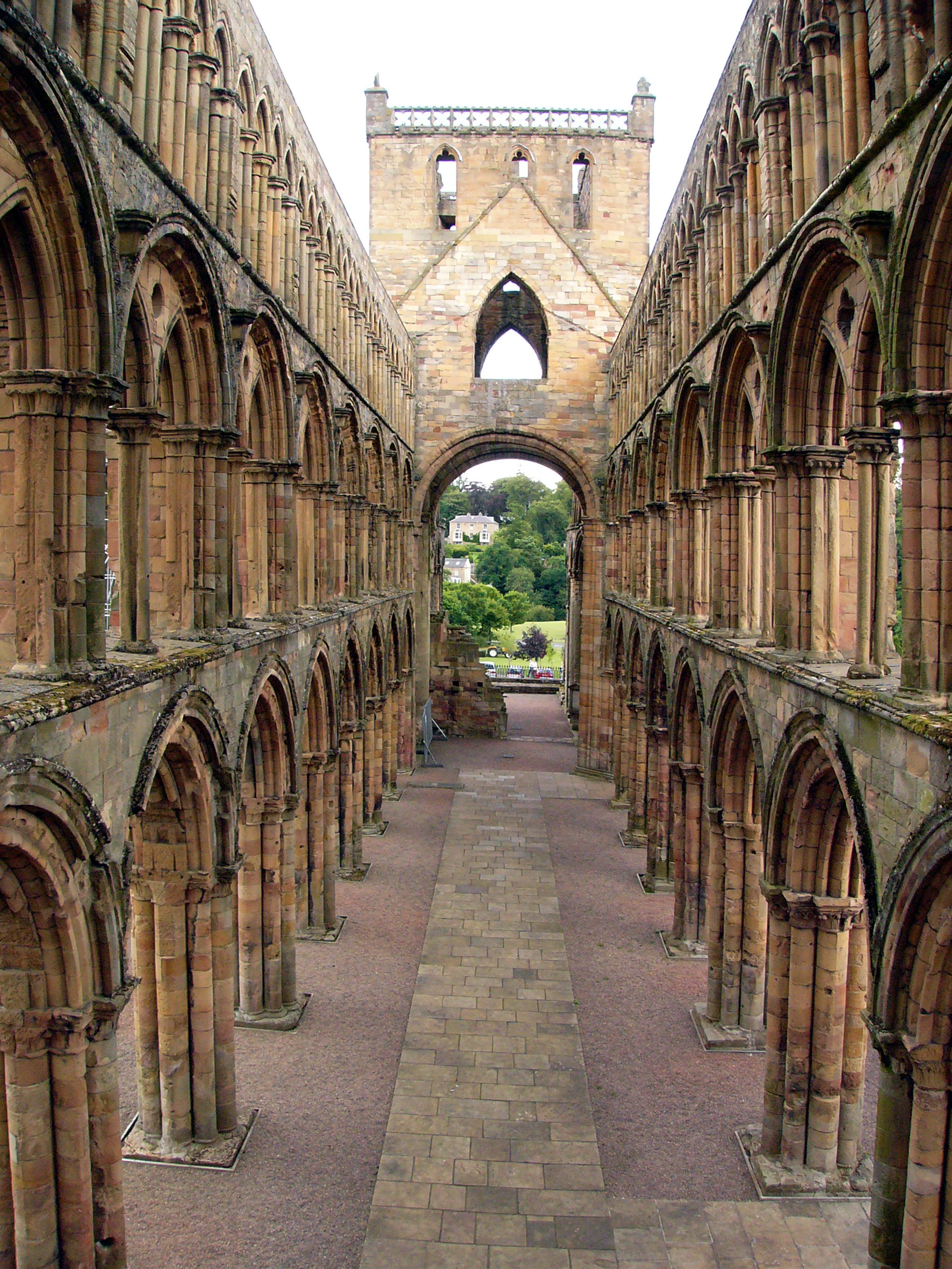
دير جيدبرج أبي على الحدود الاستكلندية

تتضمن العمارة الكنسية في اسكتلندا جميع مباني الكنائس داخل الحدود الحديثة لاسكتلندا، انطلاقًا من الهياكل المسيحية في القرن السادس حتى يومنا هذا. الكنائس المسيحية المبكرة التي وجد دليل عليها هي عبارة عن هياكل مبنية من الحجر بشكل أساسي وتقع على الساحل الغربي وعلى الجزر. مع انتشار المسيحية، كانت العادة أن تكون الكنائس المسيحية المحلية أبسط بكثير من نظيراتها الإنجليزية. بحلول القرن الثامن الميلادي، بدأ تشييد مبان أكثر تطورًا من كتل أشلار. منذ القرن الحادي عشر، كان هناك مبان رومانسيكية أكبر حجمًا وأكثر زخرفة، مثلما هو الحال في دير دنفرملين وكاتدرائية سانت ماغنوس في جزر أوركني. منذ القرن الثاني عشر أدى ادخال الرهبانية الجديدة إلى ازدهار في المباني الكنسية، وغالبًا ما استخدمت الأشكال الإنجليزية والقارية. منذ القرن الثالث عشر بدأت عناصر من الأسلوب القوطي الأوربي بالظهور في اسكتلندا، وبلغت ذروتها في مبان مثل كاتدرائية غلاسكو ودير ميلروز الذي أعيد بناؤه. يمكن رؤية تأثيرات عصر النهضة في الانتقال إلى أسلوب أقل حجمًا ربما بسبب تأثر بالاتصالات مع إيطاليا وهولندا.
منذ القرن السادس عشر، أحدث الإصلاح ثورة في عمارة الكنائس في اسكتلندا، مما أدى إلى رفض الزخرفة المعقدة في الكنائس القائمة. أنشئت الكنائس الجديدة بأسلوب بسيط غالبًا باستخدام مسقط T الذي يركز على المنبر ومكان الوعظ. اعتمد هذا الأسلوب من قبل المشيخية والأجنحة المشيخية في الكنيسة الإسكتلندية، ولكن كانت هناك بعض المحاولات لإدخال عناصر الباروك إلى مبنى الكنيسة بعد استرداد الملكية. في القرن الثامن عشر، أدى تأثير جيمس جيبس إلى إنشاء كنائس تستخدم العناصر الكلاسيكية مع مسقط مستطيل ذو قوصرة يرافقه برج في الغالب. استمرت الكلاسيكية في أوائل القرن التاسع عشر، ولكنها أصبحت مثيرة للجدل بشكل متزايد وبدأ رفضها من قبل نسخة من الإحياء القوطي، الذي ازدهر في أوائل القرن العشرين. بين الحربين العالميتين، أصبح شكل من أشكال الرومانسيكية الجديدة قاعدة للكنائس الجديدة. في النصف الثاني من القرين العشرين، تأثرت الكنائس الجديدة بشكل كبير بالحداثة، مما أدى إلى المباني المستطيلة وغير المنتظمة التي بنيت من مواد جديدة، على الرغم من أن الكثير منها قد هدم في وقت لاحق. مع انخفاض مستوى المبنى الجديد منذ سبعينيات القرن العشرين، كان هناك انتقال إلى كنائس جديدة وظيفية وبسيطة، ولكن في ثمانينيات القرن العشرين كان هناك انتقال إلى المزيد من التصاميم الأصلية والملفتة للنظر.

## العصور الوسطى

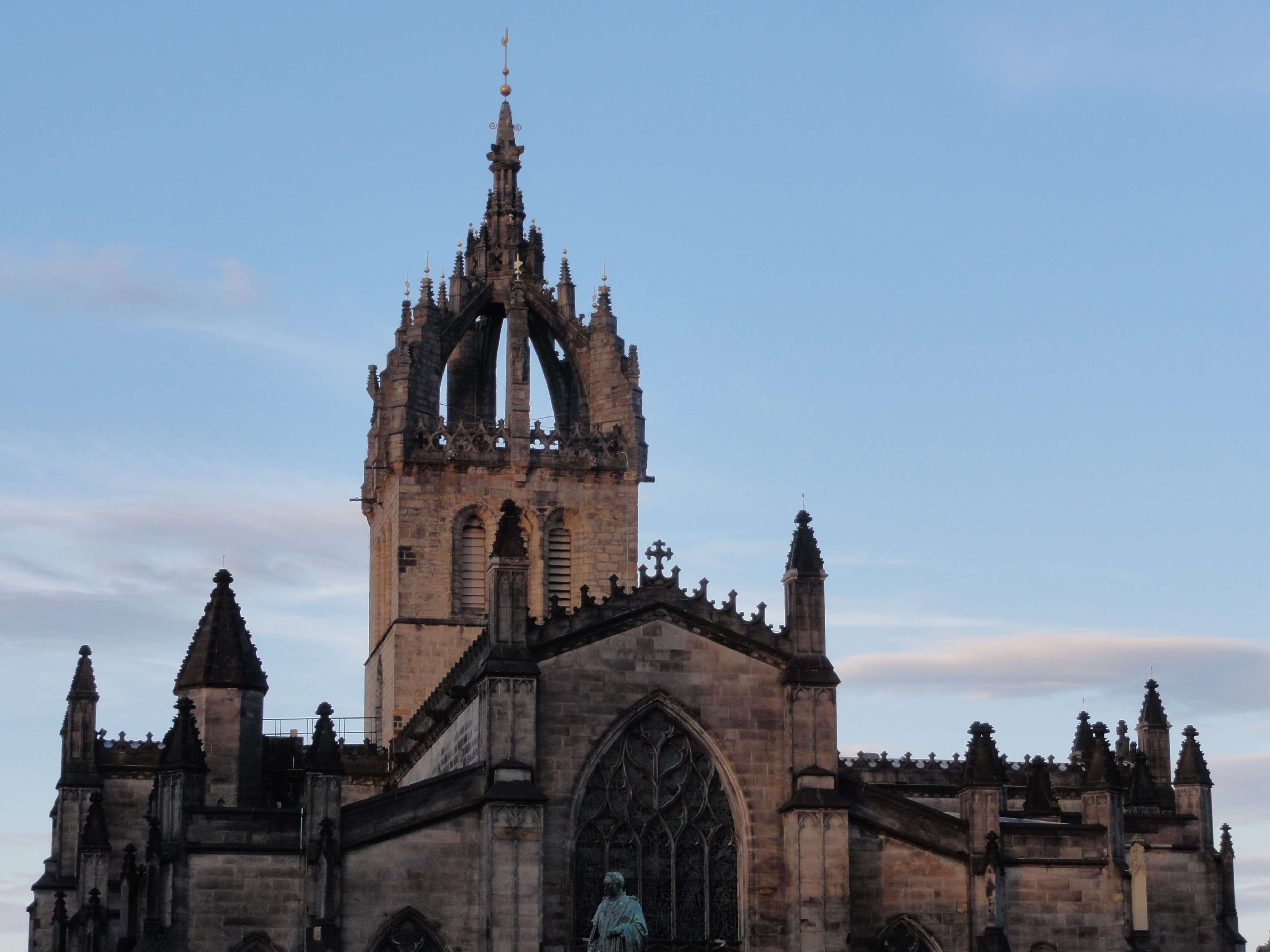
كنيسة من القرون الوسطى اسكتلندا

### الكنائس المبكرة
أدى دخول المسيحية إلى اسكتلندا من إيرلندا في القرن السادس إلى بناء الكنائس الأولى. قد تكون هذه الكنائس مبنية في الأصل من الخشب مثل تلك التي حفرت في ويثرون، ولكن معظم تلك التي صمدت كأدلة على هذا العصر، هي كنائس أساسية مبنية من الحجر، تبدأ على الساحل الغربي وعلى الجزر وتنتشر جنوبًا وشرقًا. كانت المصليات المبكرة تميل لكونها تمتلك جدران متقاربة مربعة النهاية، على غرار المصليات الإيرلندية خلال هذا الفترة. كانت عمارة الكنيسة الرعوية في العصور الوسطى في اسكتلندا عادة أقل تفصيلًا مما كانت عليه في إنجلترا، إذ ظلت العديد من الكنائس مستطيلة الشكل وبسيطة دون جناح أو رواق وحتى دون أبراج أحيانًا. في المرتفعات كانت في كثير من الأحيان أبسط من ذلك، وبني العديد منها من حجارة الأنقاض وأحيانًا لا يمكن تمييزها من الخارج عن المنازل أو المباني الزراعية.
اختلفت الأديرة بشكل كبير عن تلك الموجودة في القارة، وغالبًا ما كانت عبارة عن مجموعة معزولة من الأكواخ الخشبية المحاطة بجدار. في إيليتش ناويمة في هبريدس الداخلية هناك أكواخ ومصلى وغرفة طعام ودار ضيافة وحظائر وغيرها من المباني. كان معظمها مبنيًا من الهياكل الخشبية وربما كانت تغطى بالقش والخلنج والعشب الأخضر. أعيد بناؤها لاحقًا من الحجر، مع أقبية تحت الأرض و«أكواخ» دائرية متل تلك التي استخدمت في إيرلندا. نقب عن مواقع مماثلة في بيوت وأركني وشتلاند. ظهرت مبان أكثر تطورًا منذ القرن الثامن الميلادي. نتج عن تطور مباني الأشلار المبكرة المبنية من الحجر، مبان على شكل كتل حجرية مثل البرج الدائري من القرن الحادي عشر في كاتدرائية بريشن والأبراج المربعة لكاتدرائية دانبلين وكنيسة حكم القديس.